# رابطة الشباب المسلم الصيني

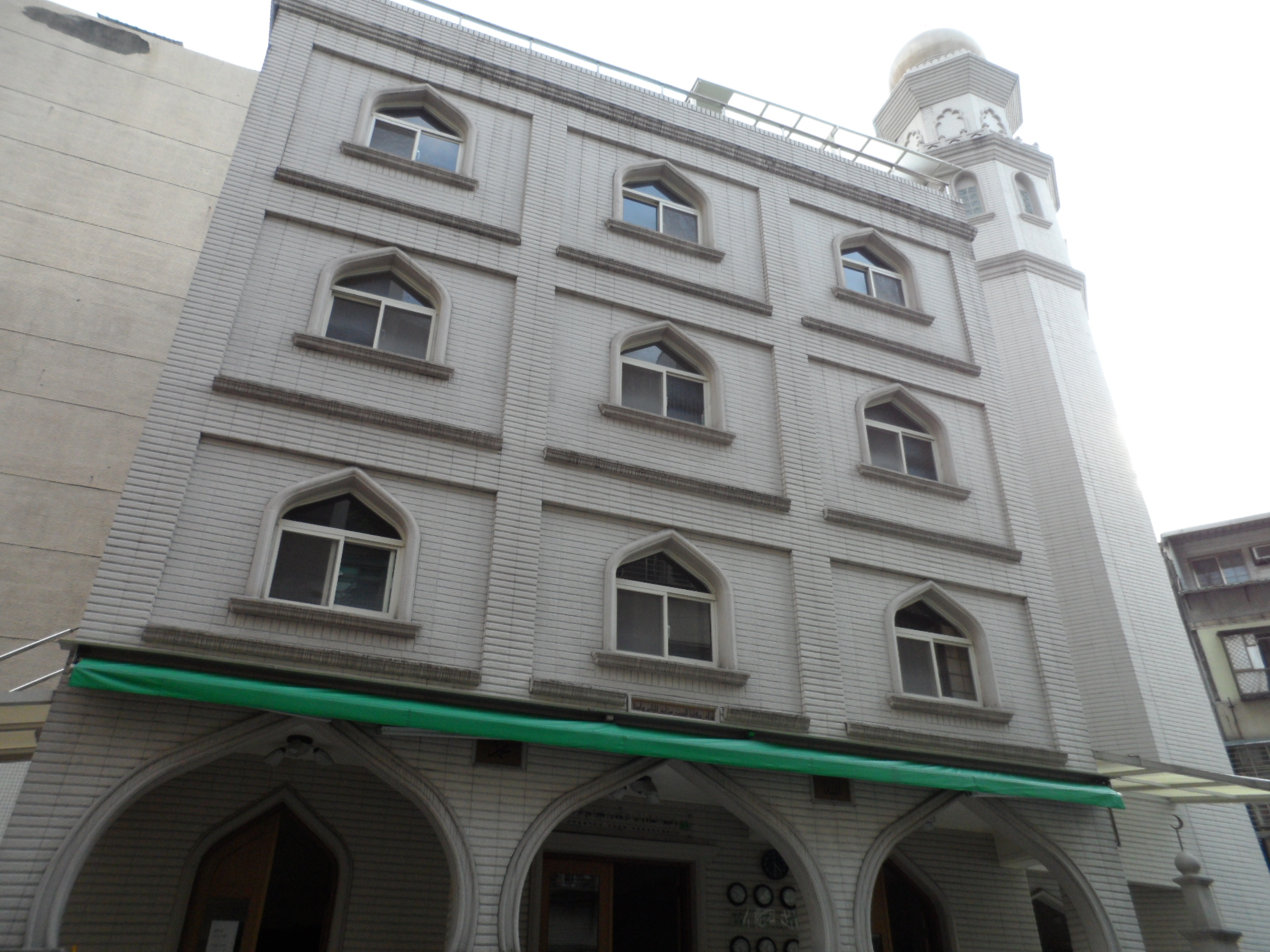
مسجد تايبيه الثقافي

رابطة الشباب المسلم الصيني (بالصينية التقليدية: 中國回教青年會 وبالصينية المبسطة: 中国回教青年会) هي منظمة للمسلمين الصينيين في جمهورية الصين (تايوان).

## تاريخ
تأسست رابطة الشباب المسلم الصيني تحت اسم جمعية التحسين الثقافي للشباب المسلم الصيني في أوائل ثلاثينيات القرن العشرين في موكدين أثناء الحرب الصينية اليابانية الثانية لتوحيد الشباب المسلمين في الحرب ضد الجيش الإمبراطوري الياباني ودولة مانشوكو العميلة لليابان. 
خلال أواخر الأربعينيات من الحرب الأهلية الصينية، هاجر العديد من أعضاء الجمعية إلى مقاطعة غوانغدونغ. في يوليو 1949 في كانتون، أعادت الجمعية تنظيم نفسها مع مجموعات إسلامية أخرى وشكلت رابطة الشباب المسلم الصيني المناهض للشيوعية وبناة الأمة. في وقت لاحق من ذلك العام غادرت الرابطة غوانغدونغ وانتقلت إلى تايوان. وفي عام 1957، اعتمدت الرابطة اسمها الحالي، رابطة الشباب المسلم الصيني. 

## أنشطة
قامت الرابطة ببناء وإدارة مسجد تايبيه الثقافي، والذي أصبح المقر الرئيسي للمجموعة.   وتطلب الرابطة التسجيل الرسمي للعضوية. وفي منتصف عام 1969، بلغ عدد أعضائها 560 عضوًا، من بينهم 55 تايوانيًا. يعيش معظم الأعضاء في تايبيه وما حولها، وبعضهم منتشرون في جميع أنحاء تايوان.  بشكل عام، تشعر الرابطة أن لديها جاذبية أكبر للمجموعات الأصغر سنا والأكثر تقدمية. وتنظم دروسًا منتظمة للشباب وتركز على تدريس الشريعة الإسلامية بدلاً من اللغة العربية. 